# Phrurolithus diversus
Phrurolithus diversus är en spindelart som beskrevs av Willis J. Gertsch och Davis 1940. Phrurolithus diversus ingår i släktet Phrurolithus och familjen flinkspindlar. Inga underarter finns listade i Catalogue of Life.